# Amblygobius buanensis
 Amblygobius buanensis és una espècie de peix de la família dels gòbids i de l'ordre dels perciformes.

## Morfologia
Els mascles poden assolir els 7,5 cm de longitud total.

## Distribució geogràfica
Es troba des del sud de les Filipines fins a l'illa de Java (Indonèsia) i Palau (Micronèsia).